# شیر سنگی (فیلم)
شیر سنگی به کارگردانی و نویسندگی مسعود جعفری جوزانی و بازیگری علی نصیریان، عزت‌الله انتظامی، حمید جبلی، شمسی فضل‌اللهی و عطاءالله زاهد در سال ۱۳۶۵ خورشیدی ساخته شد.

## داستان
داستان فیلم از قتل مشکوک یک سرباز انگلیسی در کنار لوله‌های نفت مناطق بختیاری‌نشین شروع می‌شود و با انگشت اتهام بسوی «کوهیار» فرزند سرکردهٔ طایفه که چادرنشین و گله دار هستند ادامه می‌یابد. به اصرار انگلیسی‌ها و با پا درمیانی خان قلعه نشین، کشمکش برای جلب او ادامه پیدا می‌کند. کوهیار خود را معرفی کرده و دستگیر می‌شود. هنگام نجات کوهیار توسط علی یار و هم رزمانش جنگی مسلحانه بین بختیاری‌ها و قشون دولتی درمی‌گیرد که به مرگ علی یار و قتل عامری توسط پسر نامدار خان می‌انجامد. در سکانس پایانی فیلم نامدار خان که علی یار را مرده می‌یابد بسیار متأثر می‌شود. او می‌گوید که بر آرامگاه وی شیر سنگی قرار خواهد داد.

## بازیگران
- علی نصیریان
- عزت‌الله انتظامی
- ولی‌الله شیراندامی
- علی‌رضا شجاع‌نوری
- حمید جبلی
- احمد هاشمی
- شمسی فضل‌الهی
- آزیتا لاچینی
- فهیمه راستکار
- سوگند رحمانی
- اصغر همت
- عطاءالله زاهد
- میرصلاح حسینی
- عباس نوذری
- بهزاد رحیم‌خانی
- فریدون ابوالضیاء
- حسین ملکی
- حامد تحصنی
- محمود تبریزی
- علی تبریزی
- قاسم تبریزی
- رحیم دره شوری
- حمید دادخواه
- فریدون رضوانی
- احد کوچکی
- علی فرهادی
- کیومرث احمدی
- منصور تهرانی
- سحر جعفری جوزانی
- کامیار کلاری
- کوهیار کلاری